# Cebreros
Cebreros è un comune spagnolo di 3 246 abitanti (2021) situato nella comunità autonoma di Castiglia e León.
Circa 10 km a est del centro abitato si trova la stazione di terra di Cebreros dell'ESTRACK Deep Space Network dell'Agenzia Spaziale Europea.
Il paese ha dato i natali al primo Presidente del Governo di Spagna eletto democraticamente in Spagna dopo la fine della dittatura di Franco e traghettatore della Spagna dal Franchismo alla moderna democrazia, Adolfo Suàrez.